# Nadjaレーベル
NADJA レーベル
Nadja（ナジャ）レーベルは、1973年にトリオレコード内に設立されたジャズ・ミュージシャンが自主制作した音源をレコード化するレーベルとして発足したものである。1979年まで存続し、76枚のアルバムをリリースした。
設立の経緯
1973年、トリオレコード（トリオ株式会社レコード事業部）内に設立されたジャズ・レーベル。Nadjaというレーベル名は、1928年に発表されたフランスのシュルレアリスム作家アンドレ・プルトンの小説『ナジャ』に登場する ”自由奔放な精神と能力の持ち主” であった主人公ナジャにならって名付けられた。Nadjaのロゴに付されたメッセージ a label open to independent products by musicians が示すように、ミュージシャン自身の手によって自主制作された音源の発表の場であった。
Nadjaを象徴するアルバム
菅野邦彦『Live!』(PA-6021)
渋谷.毅『Dream』(PA-7127
沖　至『しらさぎ』(PA-7098)]
豊住芳三郎『メッセージ・トゥ・シカゴ』(PA-3162)
阿部 薫『彗星パルティータ』(PA-6137-38)
福居 良『シーナリー』(PA-7148)
Nadjaの終息とNadja21としての復活
なお、役目を終えて一旦は終息した Nadjaレーベルだったが、2020年、キング・インターナショナル（KI社）をディストリビューターとしてNadja21として復活、阿部薫の『東北セッションズ』や菊地雅章グレート・トリオのCDやLP、SACDなどをリリースしたが2025年5月KI社の廃業に伴い、ディストリビューターをディスクユニオンに変え、継続することになった。
Nadjaのカタログの詳細は、インターナショナルなデータベースDiscogsのNadjaレーベルを参照。
https://www.discogs.com/ja/label/228257-Nadja</ref>
1. ↑  <ref>